# Dena Kaplan
Dena Kaplan é uma atriz , dançarina, cantora e modelo australiana, nascida na África do Sul. Ela é mais conhecida por interpretar a personagem Abigail Armstrong na série da ABC Dance Academy.

## Vida e Carreira
Kaplan nasceu em Joanesburgo, África do Sul. Ela tem uma irmã mais velha Gemma-Ashley Kaplan e uma irmã mais nova Ariel Kaplan. Dena mudou para a Austrália em 1996, aos sete anos. Dena Kaplan vive em Sydney, Austrália, e ela gosta de viajar durante o seu tempo livre.
Kaplan participou Mount Scopus Memorial College e teve formação em dança em várias escolas, incluindo Ballet School australiana, Jane Moore Academia de Ballet e Dança da cidade Centre. Ela apareceu pela primeira vez no palco ao lado de David Campbell no carrossel da Companhia de Produção, jogando Louise, uma parte não cantar a solo ballet no segundo ato do show. Sua segunda aparição importante foi como um dançarina / cantora em produção musical de O Rei Leão da Disney. [3] Ela se mudou para Nova York para estudar na Escola Ailey e Broadway Dance Center, e foi lançado em um musical da Broadway, mas foi incapaz a aceitar a oferta. Mãe e avó de Dena Kaplan eram ambos bailarinos. Depois de assistir Gemma tendo aulas de ballet, Dena seguiu seus passos. A série de TV que vai estrelar Gemma, Dena e Ariel está sendo trabalhada.  O pai de Dena foi um músico e seu avô era um ator. Dena vem de uma família judaica.
Seu primeiro papel na televisão foi em 2005 na espionar série 'Network Ten Scooter:.. Secret Agent' como uma das meninas do partido. Em 2007, ela apareceu como Deborah Statesman em um episódio de drama policial australiano 'City Homicide'. Em 2009 estrelou o filme em sua pele ao lado de Rebecca Gibney. Ela foi então escalado para a série "Dance Academy" e no mesmo ano foi lançada como Stephanie Wolfe na 'City Homicide'. Em 2011, Kaplan estrelou como o interesse amoroso no vídeo da música de Chris Sebastian para "Flow". Em 2013 ela foi escalada para o papel de Sarah Brennen no Camp. Dena Kaplan é uma embaixadora da a Fundação Soi Dog. Dena e suas irmãs são embaixadores da Fundação do Câncer Cervical Australiana.

## Filmografia

### Cinema e Televisão
| Ano       | Título                     | Personagem                          |
| --------- | -------------------------- | ----------------------------------- |
| 2009      | Flight of the Conchords    | Keli                                |
| 2009      | A Vítima Perfeita          | Menina Grávida                      |
| 2007-2010 | City Homicide              | Stephanie Wolfe / Deborah Statesman |
| 2012      | Tricky Business            | Minnesota Smith                     |
| 2012      | Mrs Biggs                  | Trish                               |
| 2013      | Camp                       | Sarah Brennen                       |
| 2010-2013 | Dance Academy              | Abigail Armstrong                   |
| 2014      | The Doctor Blake Mysteries | Amelia Yorke                        |
| 2015      | Della Mortika              | Beatrix Della Morte                 |
| 2016      | Soul Mates                 | Shelly                              |
| 2016      | Honey 3: Dare to Dance     | Nadine                              |
| 2017      | Dance Academy: The Movie   | Abigail Armstrong                   |